# Platajs
Platajs – polskie nazwisko, będące spolszczoną wersją łotewskiego nazwiska Platais. Nazwisko stosunkowo rzadkie, znajduje się poza grupą 20 tysięcy najpopularniejszych nazwisk w Polsce. Nosi je około 8 osób w kraju. Najwięcej osób o tym nazwisku mieszka na terenie Warszawy.

## Znane osoby noszące to nazwisko
- Danuta Platajs z domu Eberhardt (1925-2004) – działaczka polskiego podziemia niepodległościowego w czasie II wojny światowej, uczestniczka powstania warszawskiego[4]
- Jakub Platajs (1911-1977) – działacz polskiego podziemia niepodległościowego w czasie II wojny światowej'[1].
- Jerzy Platajs – działacz Rady Ochrony Pamięci Walk i Męczeństwa, współautor pracy „Polskie cmentarze wojenne w Uzbekistanie” (Rada Ochrony Pamięci Walk i Męczeństwa, Warszawa, 2011; ISBN 978-83-89474-24-7)[5]
- Małgorzata Platajs – działaczka ekumeniczna, prezes Towarzystwa Biblijnego w Polsce, laureatka Nagrody im. św. Brata Alberta[6], tłumaczka[7].
- Włodzimierz Platajs – teolog ewangelicki, wykładowca Chrześcijańskiej Akademii Teologicznej w Warszawie[8].